# Guardabarros

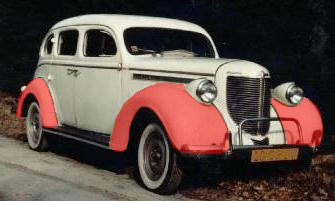
Chrysler de 1938, con los guardabarros resaltados en rojo

El guardabarros, también llamado guardafangos, tapabarros o salpicadera es la parte de la carrocería del vehículo —automóvil, motocicleta o de otro tipo— que enmarca una rueda. Su objetivo principal es evitar que la aspersión de arena, lodo, rocas, líquidos y otros residuos del camino sean lanzados al aire por el neumático al rotar. Estas defensas son típicamente rígidas y pueden ser dañadas por contacto con la superficie de la carretera. En ocasiones se complementan con faldillas antibarro, de material flexible, que van cerca de la tierra donde es más posible el contacto.
Los materiales pegajosos como el lodo pueden adherirse a la superficie suave de los neumáticos, mientras que objetos pequeños como las piedras pueden introducirse temporalmente en su dibujo mientras las ruedas giran sobre el suelo. Estos materiales pueden ser expulsados de la superficie de la rueda a gran velocidad dado que la rueda le imparte energía cinética a los objetos adosados. Si los vehículos se mueven hacia delante, la parte superior del neumático rota hacia arriba y hacia delante, y puede arrojar objetos al aire hacia otros vehículos e incluso peatones al frente del vehículo.

## Bicicletas y motocicletas

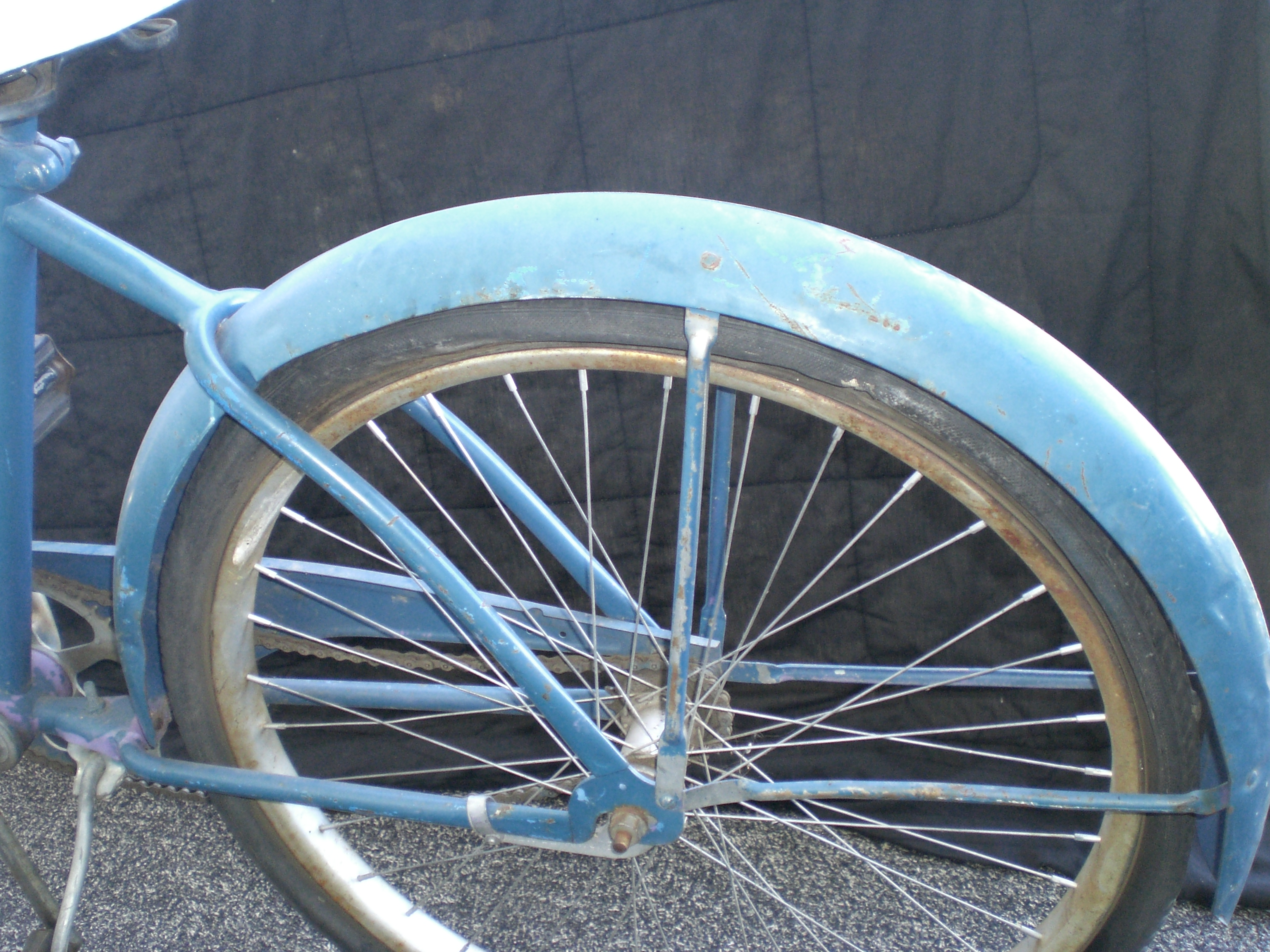
Un guardabarros de bicicleta

Hay guardabarros genéricos para bicicletas que se pueden instalar en la mayoría de los cuadros. Estas capturan y redirigen las salpicaduras de la carretera arrojada por los neumáticos, permitiendo al conductor permanecer relativamente limpio. También pueden estar equipadas en motocicletas.